# 520 Франциска
520 Франциска (520 Franziska) — астероїд головного поясу, відкритий 27 жовтня 1903 року у Гейдельберзі.